# Parche de tambor

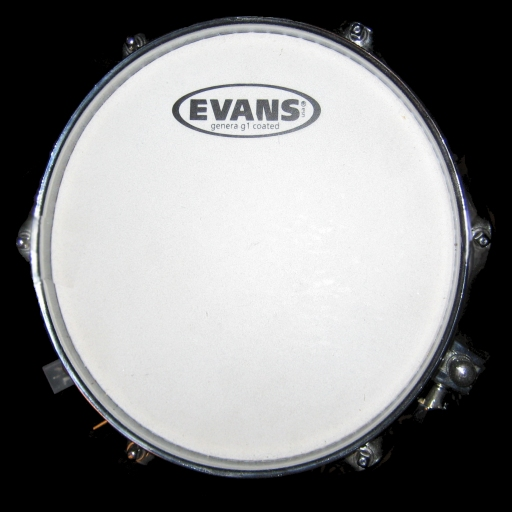
Parche de tambor.

Un parche es una membrana estirada sobre una o dos aberturas de un tambor. El parche es percutido con baquetas, mazos o las manos para que este oscile y el sonido resuene a través del musical, el material con el que el parche de tambor es hecho, puede ser orgánico o sintético.